# Love Me Do
Love Me Do var The Beatles första egna singel och gavs ut på EMI-etiketten Parlophone 45-R 4949 i Storbritannien den 5 oktober 1962. A-sidan är skriven av Lennon–McCartney liksom B-sidan "P.S.I Love You". Observera att det särskilt angavs att det var en 45-varvs vinylskiva och inte en 78-varvs stenkaka på skivnumret. Låtarna förlades på bolaget Ardmoore and Beechwood och har senare köpts upp av Paul McCartneys bolag MPL.

## Om inspelningen
The Beatles gjorde en provinspelning av låten för George Martin den 6 juni 1962. (Denna inspelning gavs ut på cd:n Anthology 1 1995.) Trumslagare var då fortfarande Pete Best. Han hade något svårt att hålla takten, vilket bidrog till att Martin ville ersätta honom med en studiomusiker. Martins råd ledde till att gruppen och deras manager Brian Epstein gav Pete Best sparken och ersatte honom med Ringo Starr. 
Den 4 september 1962 spelade Beatles in låten på nytt - denna gång med Ringo Starr vid trummorna. Vid samma tillfälle spelade man också in "How Do You Do It?", som George Martin beställt från den professionella låtskrivaren Mitch Murray. Beatles ville dock inte ge ut denna som singel och den blev senare en hit med Gerry and the Pacemakers - också den en Liverpoolgrupp med Brian Epstein som manager. George Martin producerade även denna singel.
Den 11 september återvände Beatles till studion för att spela in baksidan P.S. I Love You. Då hade George Martin tagit in studiomusikern Andy White på trummor och Ringo Starr fick spela maracas. Sedan spelade man in Love Me Do på nytt med Andy White på trummor och Ringo Starr på tamburin.
Singeln släpptes den 5 oktober 1962 och kom som högst upp på 17:e plats på en engelsk topplista - delvis på grund av stödköp från Brian Epstein, som också var skivhandlare. I USA släpptes den först den 27 april 1964.
Ursprungligen gav man ut inspelningen med Ringo Starr på trummor. Om man inte hade gjort det hade troligen den nye trumslagaren lämnat gruppen. (Det var också denna inspelning som blev baksida på den svenska versionen av singeln Please Please Me 1963). Efterhand bytte man ut Love Me Do till den version där Andy White spelar trummor och Ringo Starr tamburin. Mastertejpen med Ringo Starr på trummor förstördes medvetet och när samlings-cd:n Past Masters Volume 1 kom ut 1988 fick man göra en överföring från ett välbevarat exemplar av en vinylsingel.
George Martin vägrade ge ut baksidan P.S. I Love You som A-sida eftersom det redan fanns en annan känd låt med samma titel. En B-sida såg han dock inget hinder för.
Love Me Do var en av de första låtar John Lennon och Paul McCartney skrev - troligen redan 1958. Det har spekulerats i vem som huvudsakligen gjort låten. Tumregeln när det gäller Beatles är att den som är försångare också är kompositör. Därför har Paul McCartney pekats ut. Men det är inte säkert att det är så enkelt. Love Me Do var Beatles första skiva och producenten George Martin har erkänt att han vid denna tid hade som mål att få fram en av gruppens medlemmar som permanent försångare - ett projekt han sedan gav upp. För det andra sjunger John Lennon och Paul McCartney låten till största delen tillsammans. Paul McCartney sjunger ensam enbart korta partier och då spelar John Lennon munspel. Trickinspelningar var inte så vanligt vid denna tid. Vidare var det så att de båda till stor del komponerade tillsammans i början av sin karriär. Först senare började de skriva mer var för sig.  Därför finns det de som menar att Love Me Do kan vara John Lennons låt.
Det är oklart om Love Me Do och P.S. I Love You ursprungligen spelats in på enkanalig mono- eller tvåkanalig stereobandspelare. Men låtarna finns endast bevarade i mono- eller så kallad fejkstereo. Detta gäller även stereoversionen av LP:n Please Please Me, där de båda kom med 1963.

### Låtar
- A-sida: Love Me Do (Lennon/McCartney)
- B-sida: P.S. I Love You (Lennon/McCartney)

## Svensk singel
Singeln Love Me Do/P.S. I Love You gavs aldrig ut i Sverige på 1960-talet. Enbart nyutgåvor (till exempel på singel till 20-årsjubileet 1982 och senare på cd) har kommit ut. I Sverige var i stället Beatles första singel Please Please Me. Enligt Hans Olof Gottfridssons bok From Cavern To Star Club gavs denna singel ursprungligen ut med den brittiska B-sidan Ask Me Why även i Sverige, men snart byttes B-sidan ut mot Love Me Do, som tidigare inte givits ut i Sverige. Det intressanta är att man då valde inspelningen från den 4 september 1962 med Ringo Starr på trummor. I välsorterade skivaffärer kunde man därför i Sverige få tag i denna inspelning under hela 1960-talet, vilket var omöjligt i Storbritannien (utom möjligen i specialaffärer).
- A-sida: Please Please Me (Lennon/McCartney)
- B-sida: Love Me Do (Lennon/McCartney) - inspelningen från 4 september 1962 med Ringo Starr på trummor